# Microtityus fundorai
Espèce
Microtityus fundorai est une espèce de scorpions de la famille des Buthidae.

## Distribution
Cette espèce est endémique de Cuba. Elle se rencontre dans les provinces de Holguín et de Santiago de Cuba.

## Description
Les mâles mesurent de 11 à 14 mm et les femelles 13 à 16 mm.

## Systématique et taxinomie
La sous-espèce Microtityus fundorai flavescens. a été élevée au rang d'espèce par Teruel et Kovařík en 2012.

## Étymologie
Cette espèce est nommée en l'honneur de Carlos Fundora.

## Publication originale
- Armas, 1974 : « Escorpiones del Archipielago Cubano. 2. Hallazgo de genero Microtityus (Scorpionida: Buthidae) con las descripciones de un nuevo subgenero y tres nuevas especies. » Poeyana, no 132, p. 1-26.